# Cylindera delavayi
Cylindera delavayi es una especie de escarabajo del género Cylindera, tribu Cicindelini, familia Carabidae. Fue descrita científicamente por Fairmaire en 1886.
Se distribuye por China y Tailandia. La especie se mantiene activa durante los meses de mayo y julio.